# Magaluf

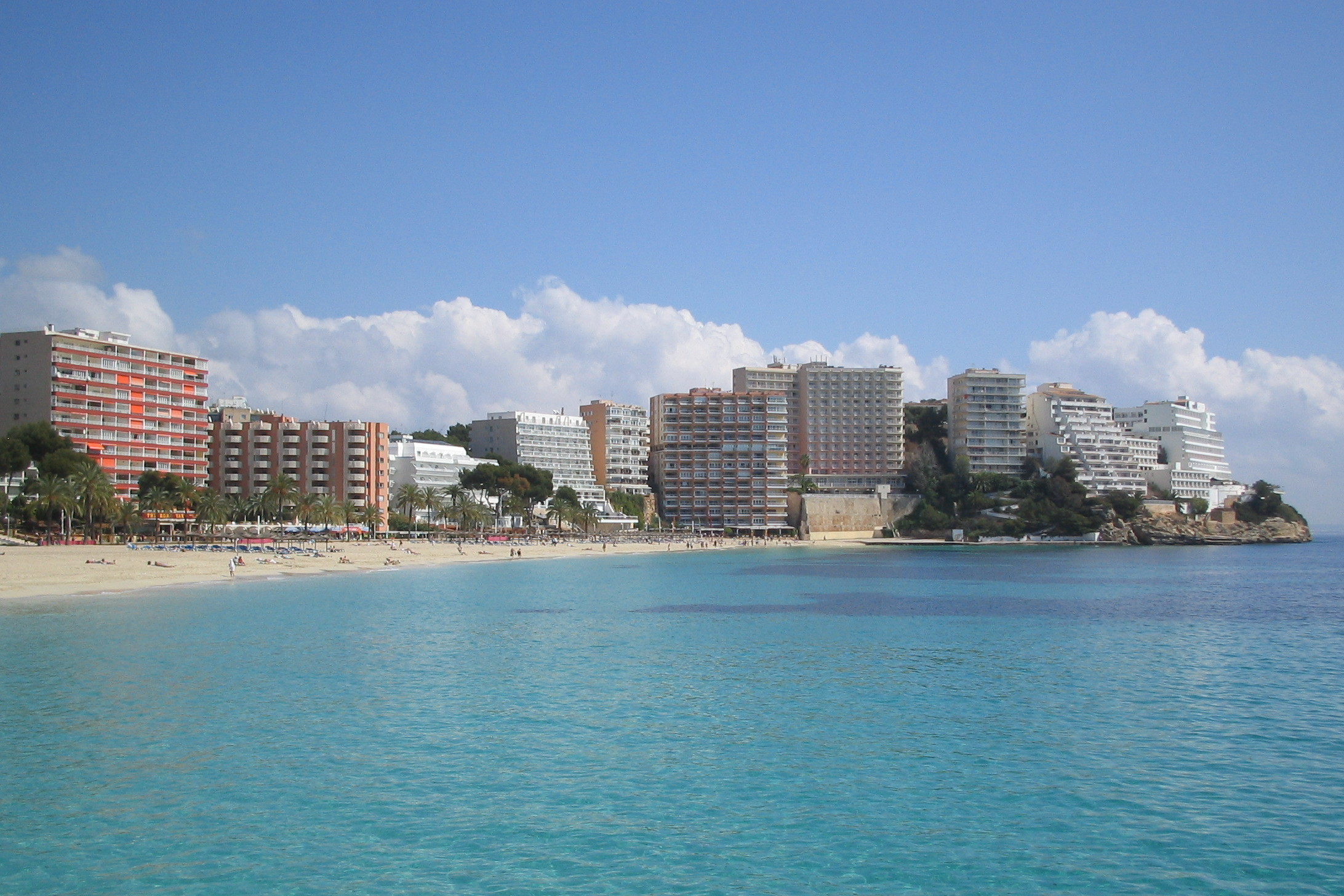
Magaluf

Magaluf (o la variant en desús Magalluf) és un nucli costaner del municipi de Calvià, a Mallorca. És una zona turística d'uns 4.000 habitants.
Té dues platges: la platja de Magaluf i la platja de Son Maties, que compten amb tota l'oferta complementària habitual i estan presidides per l'illot de sa Porrassa. Té una escola pública, el Col·legi Públic Cas Saboners; una escola privada, Scal Magaluf; i una escoleta municipal, situada just al costat del centre públic. Compta, així mateix, amb un poliesportiu municipal amb piscina, i amb una casa de cultura amb biblioteca. El CF Platges de Calvià disputa els partits de local al camp municipal de la localitat.
Aquesta zona turística, tal com la coneixem avui dia, s'ha anat aixecant sobre una antiga zona humida de la qual encara es poden trobar alguns vestigis. Destaca la possessió de Cas Saboners, situada a la part interior del nucli urbà, als terrenys de la qual s'ha anat desenvolupant la zona turística. Té una planta hotelera d'un centenar d'establiments i la seva oferta d'oci centrada en el turisme de gatera centrat a Punta Balena, amb d'ofertes d'alcohol 2x1, barres lliures, happy hours i excursions etíliques, i que el govern de les Illes Balears intenta controlar.